# South of Sanity
Ne pas confondre avec l'album A Little South of Sanity.
Pour plus de détails, voir Fiche technique et Distribution.
South of Sanity (littéralement « au sud de la raison ») est un film d'horreur britannique, sorti le 31 octobre 2012 (le jour de Halloween). 

## Synopsis
Dans l'obscurité et le froid glacial d'un hiver en Antarctique, une station de recherche britannique se retrouve coupée de tout contact avec le monde extérieur. Une petite communauté scientifique découvre qu'un tueur en série se terre parmi eux. « Les membres de ce groupe isolé et disparate sont assassinés un par un » et pris d'une panique paranoïaque. Lorsque les secours arrivent, il n'y a plus âme qui vive...

## Autour du film
Ce film à faible budget est le premier film de fiction tourné entièrement en Antarctique. Le cinéaste britannique Kirk Watson le tourna alors qu'il était posté comme guide et moniteur d'escalade à l'une des stations de recherche de la British Antarctic Survey. Matt Edwards, un médecin également posté à la station, rédigea le scénario. Quatorze des vingt-et-un scientifiques et autres personnels de la base constituèrent les acteurs, « pour passer le temps » pendant le long hiver antarctique. Watson, producteur, mania lui-même la caméra, et fut le coréalisateur avec Edwards, qui s'occupa en outre du maquillage. Les deux hommes furent également acteurs dans le film. South of Sanity sera principalement distribué aux États-Unis, par le producteur délégué Joel Plue,.